# Ambála
Ambála (hindsky अंबाला) je město v Harijáně, jednom ze svazových států Indie. K roku 2011 měla přibližně 300 tisíc obyvatel.

## Poloha
Ambála leží v severní části Harijány na jejím západním okraji, u hranice s Paňdžábem. Od Nového Dillí je vzdálena přibližně 150 kilometrů severně.

## Hospodářství
Nedaleko města jsou velká vojenská a letecká základna Indických ozbrojených sil.

## Rodáci
- Kim Philby (1912–1988), dvojitý tajný agent
- Sušma Svarádžová (* 1952), politička